# Махендраварман II
Махендравараман II (там. இரண்டாம் மகேந்திரவர்மன்) — тамільський цар з династії Паллавів, який правив у Південній Індії від 668 до 672 року. Був сином Нарасімхавармана I.